# Le Rêve (Gemälde)
Le Rêve, dt. Der Traum, ist ein Ölgemälde von Pablo Picasso, vom Künstler signiert und auf den 24. Januar 1932 datiert. Es stellt die 22-jährige Geliebte Marie-Thérèse Walter des zu diesem Zeitpunkt 50-jährigen Künstlers dar. Es soll innerhalb eines Nachmittags entstanden sein.

## Bildbeschreibung
Das Hochformat wird von einem Oberkörperporträt einer jungen Frau eingenommen, die auf einem rot-gelben Sessel Platz genommen hat. Sie hat den Kopf zur Seite geneigt und die Augen geschlossen. Ihre Hände sind im blauen Schoß gefaltet. Die herabgerutschten Träger ihres weißen Kleides geben den Blick auf ihre linke Brust frei. Eine rot-gelbe Perlenkette umspielt den Hals. Den Hintergrund schließen zwei gemusterte Flächen in grün und rot ab, die als Wandvertäfelung und als Vorhang oder Tapete gelesen werden können.

## Werk
Der erotische Inhalt des Werkes wird wiederholt angemerkt. Einige Forschende wiesen darauf hin, dass Picasso einen erigierten Penis, als Symbol seines eigenen, in der oberen Gesichtshälfte der jungen Frau darstellte, so zum Beispiel der Picasso-Biograf John Richardson. Robert Rosenblum stellte fest, dass Picasso in seinen Gemälden zahlreiche sexuelle Witze versteckte. Auch die Hände im Schoß verwiesen auf einen sexuellen Traum. Der jetzige Besitzer Steve Wynn sagte dazu:

„Meine Wahrnehmung der sexuellen Aspekte des Bildes ist: Wenn Sie ein 51-jähriger Mann sind und Sie haben eine 21-jährige Freundin, dann ist das Picassos Fantasie, nicht ihre. Jeder 51-jährige Mann würde sich wünschen oder hoffen, dass sie von seinen [erogenen] Körperteilen träumt. So gesehen […] wäre ein passenderer Titel Prendre ses désires pour des réalités, oder übersetzt ‚Wunschdenken‘.“

Wie die meisten Werke Picassos ist auch dieses autobiografisch zu verstehen. Sämtliche Bilder der Serie mit Darstellungen seiner Geliebten sind stark erotisch aufgeladen. Die Abweichungen vom Augenschein ermöglichen es, Erfahrungen bildlich wiederzugeben, die sonst nicht darstellbar wären und auch der Sprache nicht zugänglich sind.

„Diese Bilder unterscheiden sich von anderen durch ihre starke, unmittelbare Sexualität. Sie weisen ohne jede Zweideutigkeit auf das Erlebnis der körperlichen Liebe mit dieser Frau hin. Sie beschreiben sinnliche Erfahrungen und – vor allem – das Gefühl sexueller Befriedigung. Selbst wenn Marie-Thérèse bekleidet […] ist […], sieht er sie nicht anders: zart wie eine Wolke, unbeschwert, von offenkundiger Sinnenfreude und unerschöpflich in dem, was sie an Vitalität und Gefühlen verkörpert. Die Macht, die eine Frau durch ihren Körper über einen Mann ausüben kann, ist in der Literatur oft beschrieben worden. Doch Worte sind abstrakt und verbergen ebenso viel wie sie enthüllen. Ein Bild macht die beglückenden Gesetzmäßigkeiten der Sexualität auf viel natürlichere Weise deutlich. Man braucht nur an die Zeichnung einer Brust zu denken und sie dann mit den Assoziationen zu vergleichen, die dieses Wort allgemein auslöst. Für Sexualität in ihrem ganz ursprünglichen Sinn gibt es keine Worte, höchstens Geräusche; doch es gibt Formen.“

## Provenienz
Le Rêve wurde im Jahr 1941 von Victor und Sally Ganz aus New York City für 7.000 US-Dollar gekauft. Damit nahm die Ganz-Sammlung eine bedeutende Neuausrichtung an; Victor Ganz beschrieb dies manchmal als „Liebesaffäre mit Picasso“. Nach dem Tod von Sally Ganz 1997 wurde die gesamte Sammlung, die sich auf Picasso, Jasper Johns, Robert Rauschenberg, Frank Stella, und Eva Hesse konzentrierte, am 11. November 1997 bei Christie’s versteigert. Le Rêve erzielte einen unerwartet hohen Preis: 48,8 Millionen US-Dollar, zu diesem Zeitpunkt das sechst-teuerste Gemälde (das zehnt-teuerste, wenn man die Inflation berücksichtigt). Die gesamte Sammlung erzielte mit über 200 Millionen US-Dollar einen Rekord im Verkauf einer privaten Sammlung.
Der Käufer war der Österreicher Wolfgang Flöttl, der Ende der 1990er Jahre auch kurz im Besitz von Vincent van Goghs Portrait Dr. Gachet war. 2001 verkaufte er unter finanziellem Druck Le Rêve an den Casino-Magnaten Steve Wynn für geschätzte 60 Millionen US-Dollar.

## Zwischenfall und letzter Verkauf
Das Gemälde wurde das Herzstück der Sammlung Wynns; er zog auch in Betracht, Wynn Las Vegas danach zu benennen. Im Oktober 2006 eröffnete Wynn einer Gruppe von Reportern und befreundeten Kolumnisten, darunter Barbara Walters, Nora Ephron und Nicholas Pileggi, dass er am Tag zuvor vereinbart hatte, Le Rêve für 139 Millionen US-Dollar an Steven A. Cohen zu verkaufen. Zu dieser Zeit wäre es damit das bislang teuerste Kunstwerk gewesen.
Während Wynn das Gemälde seinen Freunden zeigte und dabei gestikulierte, stieß er seinen Ellbogen versehentlich durch die Leinwand und verursachte damit einen etwa 15 cm langen Riss im linken Unterarm der Figur. Ephron bot als Erklärung an, dass Wynn beim Sprechen wilde Gesten benutzt und unter Retinitis pigmentosa leidet, was sein peripheres Sehen beeinträchtigt. Der potentielle Käufer sprang daraufhin ab. Später beteuerte Wynn, er verstehe das Ereignis als ein Zeichen, das Gemälde nicht zu verkaufen.
Nach einer 90.000 US-Dollar teuren Reparatur war das Gemälde wiederhergestellt; der Wert wurde jetzt auf 85 Millionen US-Dollar geschätzt. Wynn wollte nun den Differenzbetrag von 54 Millionen US-Dollar zum seinerzeit vereinbarten Verkaufspreis von 139 Millionen von seinem Versicherer Lloyd’s of London eintreiben, was etwa seinem Kaufpreis entsprochen hätte. Als der Versicherer sich weigerte, erhob Wynn im Januar 2007 Klage. Der Fall wurde schließlich im März 2007 außergerichtlich geregelt.
Im März 2013 wurde das Gemälde für 155 Millionen US-Dollar an Steven A. Cohen verkauft.